# Chiesa della Madonna degli Angeli (Maccagno con Pino e Veddasca)
La chiesa della Madonna degli Angeli è un edificio religioso di Cangili di Biegno, località del comune di Maccagno con Pino e Veddasca in provincia di Varese. L'oratorio, che sorge a 1130 m s.l.m. nell'alpeggio al di sopra di Biegno, secondo i documenti della visita pastorale del cardinale Andrea Carlo Ferrari del 1895 risultava ultimato in quell'anno. I lavori erano iniziati alcuni anni prima grazie ad un'offerta di privati. Veniva utilizzato dai pastori che qui portavano le greggi al pascolo.

## Architettura
L'edificio, situato su uno sperone roccioso a chiusura del piccolo complesso di baite, ha le forme del tipico oratorio d'alpeggio e, nonostante la costruzione ottocentesca, presenta le forme della tradizione: un'aula rettangolare di dimensioni ridotte (circa 8×5 m) e un piccolo campanile a vela che sormonta la sagrestia.
Le murature sono realizzate con pietrame del posto, tenuto insieme da malta, e intonacate all'interno. Il pavimento, messo in posa durante un successivo intervento di recupero, è in pietra.
Una statua della Madonna Immacolata, acquistata dai fedeli in occasione del completamento della costruzione della chiesa, è posta sull'altare maggiore, il quale è chiuso da un fregio rettilineo che riporta l'iscrizione regina angelorum.